# Liverpool Sound Collage
Liverpool Sound Collage è un album in studio di Paul McCartney, Super Furry Animals e Youth pubblicato nel 2000.

## Storia e descrizione
McCartney aveva già in precedenza pubblicato due album sperimentali in collaborazione con Youth sotto lo pseudonimo The Fireman. Comunque, dato l'alto grado di coinvolgimento di McCartney nell'ideazione e nella creazione del progetto, Liverpool Sound Collage.
L'idea per il disco nacque dalla richiesta fatta a McCartney dall'artista Peter Blake (autore della copertina di Sgt. Pepper's Lonely Hearts Club Band), di creare una composizione musicale che avesse in essa lo "spirito di Liverpool", da abbinare alla sua contemporanea mostra About Collage, che aveva luogo alla Tate Gallery di Liverpool. Quindi McCartney ripescò vecchi stralci di discorsi dei Beatles in studio (da qui il loro "coinvolgimento" nel progetto) risalenti agli anni sessanta, e li mescolò ad estratti della sua opera classica del 1991 Paul McCartney's Liverpool Oratorio, il tutto mischiato in un vortice di suoni dub e dance con abbondanti effetti elettronici. Nel disco lo si può sentire anche chiedere a vari passanti per la strada, le loro impressioni su Liverpool e sui Beatles. Le interviste furono raccolte da McCartney in occasione del concerto da lui tenuto al Cavern Club nel dicembre 1999.
La traccia Free Now! ebbe un discreto airplay e parve addirittura destinata alla pubblicazione su singolo, ma l'operazione sfumò.
Liverpool Sound Collage ha ricevuto una nomination nel 2001 per il premio Grammy come miglior album di musica sperimentale.
Il collage in copertina, che comprende anche un curioso ritratto del comico Jerry Lewis, è opera dello stesso McCartney.

## Tracce
1. Plastic Beetle – 8:23
  - Paul McCartney, The Beatles
2. Peter Blake 2000 – 16:54
  - Super Furry Animals, The Beatles
3. Real Gone Dub Made In Manifest In The Vortex Of The Eternal Now – 16:37
  - Youth
4. Made Up – 12:58
  - Paul McCartney, The Beatles
5. Free Now – 3:29
  - Paul McCartney, The Beatles, Super Furry Animals